# Team Spirit (esports)
Team Spirit es una organización de deportes electrónicos fundada en 2015 y con sede en Belgrado (Serbia). Compite principalmente en Dota 2 y Counter‑Strike 2. Su plantilla de Dota 2 ha ganado The International en 2021 y 2023, mientras que su equipo de CS2 conquistó el Major de Shanghái en 2024.

## Historia

### Fundación y primeros años (2015‑2020)
La organización nació en 2015 para competir en torneos de Dota 2 y Counter‑Strike: Global Offensive. Desde entonces integró jugadores de Rusia, Ucrania y otros países de Europa del Este.

### Ascenso enDota 2(2021‑2023)
- 17 de octubre de 2021 — victoria 3‑2 sobre PSG.LGD en la final de The International 10 con un premio de 18,2 millones USD.[1]
- 29 de octubre de 2023 — triunfo 3‑0 ante Gaimin Gladiators en The International 12, segundo título mundial.[2]

### Traslado a Serbia y expansión (2022‑presente)
En marzo de 2022, a raíz de la invasión rusa de Ucrania, el club trasladó su sede de Moscú a Belgrado.
En junio de 2024 se adjudicó el 1win Series Dota 2 Summer (100 000 USD) tras derrotar a Gaimin Gladiators.

### División deCounter‑Strike 2
- 11 de febrero de 2024 — barrida 3‑0 sobre FaZe Clan en la final de IEM Katowice 2024.[6]
- 15 de diciembre de 2024 — campeón del Perfect World CS Major Shanghái; Danil «donk» Kryshkovets fue nombrado MVP con 17 años.

## Palmarés destacado
- The International: 2021, 2023.[1]
- Perfect World CS Major Shanghái: 2024.[2]
- 1win Series Dota 2 Summer: 2024.[5]